# Comes litoris Saxonici per Britannias
Il Comes litoris Saxonici per Britannias (Conte della costa sassone per la Britannia) era un comando militare del tardo Impero romano, forse creato da Costantino I. Si occupò della costa sud-orientale della Britannia durante il periodo che vide il forte aumento delle incursioni via mare delle tribù barbare. Era uno dei tre comandi della Britannia al tempo della Notitia dignitatum (nel 400 circa), insieme al comes Britanniarum e al Dux Britanniarum, tutti subordinati all'armata imperiale del Numerus intra Britannias. Loro diretti superiori erano sia  il magister peditum praesentalis per le unità di fanteria, sia il magister equitum praesentalis per quelle di cavalleria.

## Storia
È probabile che all'inizio il comando si estendesse su entrambe le coste della Manica, così come sulla costa occidentale dell'isola. Nel 367, una serie di invasioni dei Pitti, dei Franchi, dei Sassoni, degli Scoti e degli Attacotti sembrano aver sconfitto l'esercito romano della Britannia e aver ucciso Nectarido. Con Flavio Teodosio si ebbe una riorganizzazione delle province.
La Notitia dignitatum (fine IV secolo) elenca i nomi dei forti della Costa sassone che da Norfolk all'Hampshire erano sotto il comando del Comes. Sotto la sua responsabilità c'erano probabilmente anche forti nella zona del Mare del nord. Al suo comando c'erano truppe dei limitanei. Attorno al 401 sembra che molti soldati siano stati richiamati dalla Britannia per difendere l'Italia, cosa che rese l'isola molto più vulnerabile agli attacchi esterni.

## Elenco unità
Era a capo di 9 unità (o distaccamenti) nella diocesi di Britannia, comandate da:
- Praepositus numeri Fortensium, Othonae; Praepositus numeri Turnacensium, Lemanis; Praepositus numeri Abulcorum, Anderidos; Praepositus numeri exploratorum, Portum Adurni;[5]
- Praepositus militum Tungrecanorum, Dubris;[5]
- Praepositus equitum Dalmatarum Branodunensium, Branoduno; Praepositus equitum stablesianorum Gariannonensium, Gariannonum;
- Tribunus cohortis I Baetasiorum, Regulbio;[5]
- Praefectus legionis secundae Augustae, Rutupis.[5]

### Fonti primarie
- Notitia Dignitatum, Occ. I, V, VII, XXVIII.

### Fonti storiografiche moderne
- J. Rodríguez González, Historia de las legiones Romanas, Madrid, 2003.
- A.K. Goldsworthy, Storia completa dellesercito romano, Modena, 2007. ISBN 978-88-7940-306-1
- Y. Le Bohec, Armi e guerrieri di Roma antica. Da Diocleziano alla caduta dell'impero, Roma, 2008. ISBN 978-88-430-4677-5